# Tollpension
Tollpension ist ein deutscher Fernsehfilm aus dem Jahre 2006.

## Handlung
Sommerzeit – Urlaubszeit. Familie Mahlström fährt wie jedes Jahr an die Ostsee. Dieses Jahr ist jedoch alles anders. Kurt steht kurz vor der Arbeitslosigkeit, was jedoch seine Frau Marga nicht weiß. Die pubertierende Tochter Kati wäre lieber nach Südfrankreich und vor allem ohne die Eltern gefahren. Die altbekannte gemütliche Pension hat noch dazu eine neue Besitzerin und heißt jetzt Tollpension und das Zimmer mit Meerblick ist anderweitig belegt.
Der Anblick einer Gruppe Jugendlicher mit Behinderung stört Kurts Frühstück, so dass die gute Urlaubslaune bereits am Morgen dahin ist. Kurt ist nur noch genervt und findet lediglich bei Imbissbudenbesitzer Fiete Trost. Seine Frau Marga wendet sich ebenfalls von dem missmutigen Spießer Kurt ab und wird vom attraktiven Pastor Müller umgarnt, der vor allem mit den weiblichen Urlaubsgästen einen Chor als Freizeitveranstaltung formt. Kurts Übellaunigkeit wird durch seine Eifersucht auf Pastor Müller noch gesteigert.
Tochter Kati verliebt sich unterdessen in den Zivildienstleistenden Dominik, der durch seine Treffen mit Kati die Gruppe der Kids mit Behinderung vernachlässigt. Als Kurt sich mit einem Scherz einen der Gäste mit Behinderung, Rolph, vom Leibe halten will, wird er unfreiwillig zum Retter des fast ertrunkenen jungen Mannes mit Down-Syndrom und damit zum Helden des Urlaubsortes.
Als Marga feststellen muss, dass Pastor Müller sich von ihr abwendet und bereits eine neue hübsche Touristin umschwärmt, ist ihr Ehemann als frischgebackener Held auch wieder eine gute Partie. Kurt sonnt sich nun in seinem Ruhm. Als jedoch seine Tochter Kati dahinterkommt, dass Kurt eigentlich verantwortlich dafür ist, dass Rolph überhaupt in Gefahr geraten ist, steuern die Familienprobleme auf ihren Höhepunkt zu. Erst als Kurt sich bei Rolph entschuldigt und auch endlich seiner Frau von seinen beruflichen und finanziellen Problemen erzählt, wandelt sich der Urlaub doch noch zu einem familienverbindenden Ereignis.

## Hintergrund
Tollpension wurde am 7. Juni 2006 in der ARD erstausgestrahlt.